# International Bar Association
A International Bar Association ( IBA ), fundada em 1947, é uma associação de advogados internacionais, ordens de advogados e sociedades de advogados. Atualmente, o IBA conta com mais de 80.000 advogados individuais e 190 ordens de advogados e sociedades de advogados. Sua sede global está localizada em Londres, Inglaterra, e possui escritórios regionais em Washington, DC, Estados Unidos, Seul, Coréia do Sul e São Paulo, Brasil .

## História da IBA
Representantes de 34 ordens de advogados nacionais se reuniram na cidade de Nova York, em 17 de fevereiro de 1947 para criar a IBA. A filiação inicial estava limitada a ordens de advogados e sociedades de advogados, mas em 1970, a filiação da IBA foi aberta a advogados individuais. Membros da profissão jurídica, membros do judiciário, advogados internos, advogados do governo, acadêmicos e estudantes de direito constituem os membros da IBA.

## Relações com outras organizações internacionais
A IBA tem status consultivo especial perante a Assembleia Geral da ONU e o Conselho Econômico e Social da ONU (ECOSOC) desde 1947. Em 9 de outubro de 2012, a IBA assinou um memorando de entendimento com a Organização para a Cooperação e Desenvolvimento Econômico (OCDE). A IBA também tem parceria com a OCDE e o Escritório das Nações Unidas sobre Drogas e Crime (UNODC) na Estratégia Anticorrupção para Profissionais Jurídicos, uma iniciativa anticorrupção para advogados. A IBA também fez parceria com outras organizações, incluindo a Federação Internacional de Contadores (IFAC)  e a Organização Internacional de Empregadores (IOE).

## Estrutura da IBA
A IBA está dividida em duas divisões - a Divisão de Prática Jurídica e a Divisão de Interesse Público e Profissional. Cada Divisão abriga vários comitês e fóruns dedicados a áreas de prática específicas. Esses comitês e fóruns emitem publicações regulares que enfocam a prática jurídica internacional.
A Divisão de Interesse Público e Profissional abriga a Comissão de Assuntos da Ordem e o Instituto de Direitos Humanos (IBAHRI sigla do inglês: Internacional Bar Association Human Rights Institute). A Comissão de Assuntos da Ordem foi estabelecido em 2004 e consiste em representantes de ordens de advogados e sociedades de advogados de todo o mundo.
O atual Diretor Executivo do IBA é Mark Ellis .

### Instituto de Direitos Humanos (IBAHRI)
O Instituto de Direitos Humanos da International Bar Association (IBAHRI) foi estabelecido em 1995 sob a presidência honorária de Nelson Mandela . A missão do IBAHRI é "promover, proteger e fazer cumprir os direitos humanos sob um Estado de direito justo". O IBAHRI desenvolve uma variedade de projetos no campo dos direitos humanos e do Estado de Direito, particularmente no que diz respeito à independência do judiciário e aos direitos a um julgamento justo.

## Códigos e orientações sobre a prática jurídica
A IBA emite códigos e orientações sobre a prática jurídica internacional. As Regras da IBA sobre Obtenção de Provas em Arbitragem Internacional, adotadas em 1999 e revisadas em 2010, são utilizadas pelas partes em arbitragens comerciais internacionais.
A IBA também publicou: Diretrizes IBA sobre Conflitos de Interesse em Arbitragem Internacional, Diretrizes IBA para Elaboração de Cláusulas de Arbitragem Internacional e Princípios IBA sobre Conduta para Profissionais Jurídicos (2011).

## Forças-tarefa e grupos de ação
- Grupo de Ação do Estado de Direito[20]
- Força-Tarefa sobre a Crise Financeira[21]
- Força-Tarefa sobre Terrorismo Internacional[22]

## Prêmio IBA de Melhor Advogada Internacional Mulher
A IBA possui um prêmio que é concedido a uma advogada de destaque considerada a mais merecedora desse reconhecimento. É concedido a cada dois anos e é patrocinado pela LexisNexis . Inclui uma doação de US $ 5.000 para uma instituição de caridade à escolha do vencedor.
Os vencedores anteriores do prêmio incluem o seguinte:
- Helvi Sipilä da Finlândia em 2001
- Navi Pillay da África do Sul em 2003
- Dianna Kempe das Bermudas em 2006
- Anne-Marie Hutchinson da Inglaterra em 2010
- Olufolake Solanke da Nigéria em 2012
- Tukiya Kankasa-Mabula da Zâmbia em 2014
- Carol Xueref da França em 2016[24]
- Eloísa Machado de Almeida do Brasil em 2018[25]

## Presidentes recentes do IBA
- 2018 – 2019: Horacio Bernardes Neto, Brasil
- 2017 – 2018: Martin Šolc, Chéquia
- 2015 – 2017: David W. Rivkin , Estados Unidos [26]
- 2013 – 2014: Michael Reynolds, Reino Unido [27][28]
- 2011 – 2012: Akira Kawamura, Japão
- 2009 – 2010: Fernando Pelaez-Pier, Venezuela
- 2007 – 2008: Fernando Pombo, Espanha
- 2005 – 2006: Francis Neate , Reino Unido
- 2003 – 2004: Emilio Cardenas, Argentina
- 2001 – 2002: Dianna Kempe, Bermudas
- 1999 – 2000: Klaus Böhlhoff, Alemanha
- 1997 – 1998: Desmond Fernando, Sri Lanka